# Весна священна
«Весна священна» (фр. Le Sacre du printemps, рос. Весна священная) — балет Ігоря Стравінського, написаний на замовлення Сергія Дягілева для його Російського балету у 1912–1913 роках.

## Створення і прем'єра
Задум втілити язичницький обряд прийшов до Стравінського у 1910 році у період, коли композитор працював над балетом «Жар-птиця». Своїм задумом Стравінський поділився з Миколою Реріхом, спеціалістом зі слов'янської давнини. Дягілев оцінив ідею і запропонував Стравінському та Реріху працювати над балетом сумісно. Значну частину балету Стравінський писав у своєму маєтку в Устилузі, що на Волині.
Прем'єра балету відбулася 29 травня 1913 року в Театрі Єлисейських полів у Парижі. Автором декорацій і костюмів виступив Микола Реріх, хореографом — Вацлав Ніжинський, диригував П'єр Монте. Твір викликав грандіозний скандал. За спогадами балерини Ромоли Пульської, майбутньої дружини Ніжинського

| Хвилювання і крики доходили до пароксизму. Люди свистіли, паплюжили артистів і композитора, кричали, сміялися. <...> Я була приголомшена цим пекельним шумом і, як тільки змогла, швидко сховалася за лаштунками. Там усе йшло так само погано, як у залі. Танцівники тремтіли, стримували сльози. <...> Довга місячна робота твору, нескінченні репетиції - і, нарешті, цей розгардіяш[2] |
Проте сам Дягілев сприйняв прем'єру оптимістично:

| От це дійсна перемога! Хай собі свистять і біснуються! Внутрішньо вони вже відчувають цінність, а свистить лише умовна маска. Побачите наслідки[3] |
Микола Реріх у своїй біографії так оцінив реакцію публіки:

| Я пам'ятаю, як під час першого виконання публіка свистіла й кричала так, що нічого не можна було почути. Хто знає, можливо, у той самий момент люди перебували в стані внутрішньої екзальтації й виражали свої почуття, як найпримітивніші з племен. Але я повинен сказати, що цей дикий примітивізм не мав нічого спільного з витонченим примітивізмом наших предків, для яких ритм, священний символ і витонченість жесту були великими й святими поняттями[4] |

## Зміст
Частина I. Поцілунок землі (L'Adoration de la Terre)
- Вступ
- Весінні гадання. Танці чепурух (Les augures printaniers. Danses des adolescentes)
- Гра умикання (Jeu du rapt)
- Весняні хороводи (Rondes printanières)
- Гра двох міст (Jeu des cités rivales)
- Хід Старішого-Мудрішого (Cortège du sage)
- Поцілунок землі (Старіший-Мудріший) (Le sage)
- Виплясування землі (Danse de la terre)

Частина II. Велика жертва (Le Sacrifice)
- Вступ
- Таємні ігри дівчин. Ходіння по колах (Cercles mystérieux des adolescentes)
- Величання обраної (Glorification de l'Élue)
- Звертання до праотців (Évocation des ancêtres)
- Дійство старців — праотців (Action rituelle des ancêtres)
- Великий священний танець (Обраниця) (Danse sacrale (l'Élue))